# Петров, Динко
Динко Стойков Петров (болг. Динко Стойков Петров, р. 10 марта 1935) — болгарский борец греко-римского стиля, призёр Олимпийских игр.
Родился в 1935 году в Стара-Загоре. 
В 1956 году принял участие в Олимпийских играх в Мельбурне, но стал лишь 6-м. 
В 1958 году на чемпионате мира сумел подняться до 5-го места. В том же году стал бронзовым призёром Спартакиады дружественных армий 1958.
В 1960 году завоевал бронзовую медаль Олимпийских игр в Риме.
На чемпионате мира 1962 года стал 4-м, а на чемпионате мира 1963 года сумел завоевать бронзовую медаль. 
В 1964 году принял участие в Олимпийских играх в Токио, но безрезультатно.